# 多羅菩薩
多羅菩薩（たらぼさつ、梵名：tārā [ターラー]）は、仏教で信仰される女性の尊格（チベット語名：སྒྲོལ་མ་ sgrol ma [ドルマ]、漢字名：多羅,多羅仏母、救度仏母）。手に青い蓮の花を持つ。種字は、チベット仏教ではターン(tāṃ ཏཱཾ་）、日本仏教ではタン (taṃ तं)等 。
三十三観音の一尊で、多羅観音あるいは多羅尊観音とも。

## 概要

### 誕生(大乗仏教〜中期密教)
この菩薩は、観音菩薩が「自分がいくら修行しても、衆生は苦しみから逃れられない」と悲しんで流した二粒の涙から生まれた。右目の涙からは白ターラーが、左目の涙からは緑ターラーが生まれた。
彼女たちは「衆生の済度を助ける」と発願し、菩薩は悲しみを克服したという。

### 誕生(後期密教)
過去仏である鼓声如来という仏に信仰を持つナツォク・オ(彩光、sna tshogs 'od)国の王女イェシェ・ダワ（慧月、ye shes zla ba）が、鼓声仏の弟子たちによって男身に変身するよう説得されるも、それを断り、女身のまま衆生に利益するという誓願を立てる。これにより彼女は「度母」と呼ばれるようになった。数多の時を経て成果を得たとき、「十方の衆生の苦しみを除く」という新たな誓願を立てて、昼夜を問わず幾多の悪魔(māra)、人ならざるもの(amanuṣya)を調伏したため「救度速勇母」とも呼ばれるようになる。また、あるオ・キ・ナンワ('od kyi snang ba)という名の堅固に戒律を守る一人の比丘が、十方の諸仏から灌頂を受けて観世音菩薩になった。蓮華を持った観世音菩薩の心際中からは、仏父と仏母の化身が現れた。その仏母の化身が多羅尊であり、この時から多羅菩薩は観世音菩薩との間に強い因縁を持つようになった。また彼女は様々な幻身を以って、さまざまな法相を示現し、無数の衆生を救い、すべての苦しみから逃れしめ、解脱を得させた。

## 日本密教と多羅菩薩
日本密教では、胎蔵曼荼羅の蓮華部院(観音院)において、右列上から５番目の位置に「諸観音」のひとつ多羅菩薩として配置される。
近年成立した観音霊場で、24番札所となり「多羅」の担当となった寺院では、「多羅尊観音」の異名で祀られることが多い。

## チベット密教とターラー
西チベット王家が招聘したアティーシャの弟子ドムトゥンがなした一派をカダム派というが、アティーシャに倣い、釈迦如来・観音菩薩・不動明王・ターラー菩薩を「四本尊」とした。
女性の仏は仏母 (ユム) と呼ばれるが、如来と同格であり、特に仏眼「地」・マーマキー「水」・白衣「火」・ターラー「風」の四仏母は曼荼羅に頻繁に登場する。ちなみに『秘密集会』の曼荼羅にあっては、四仏母は四隅に位置して四大を表すが、ターラーは「風」を象徴する。
なお、ゲルク派では、息災・増益・敬愛の「柔和な3修法」（ジャムスム）の護摩法にはターラーを本尊とすることがある。
ダライ・ラマ法王日本代表部事務所元代表のカルマ・ゲレク・ユトクは観音菩薩が化身した猿とターラー菩薩が化身した鬼女の間に生まれた子孫がチベット民族だという人類起源神話を紹介している。

## 密教経典によるターラ―の成就法（儀軌）各種
- 金剛頂経多羅菩薩念誦法一巻(漢訳経典)[13]
- チッタマニ・ターラー成就法(チベット語経典)

## 真言

### チベット音による真言
ཨོཾ་ཏཱ་རེ་ཏུཏྟཱ་རེ་ཏུ་རེ་སྭཱཧཱ། (oṃ tāre tuttāre ture svāhā)　
オーム・ターレー・トゥッターレー・トゥレー・ソーハー
オン・タレ・トゥタレ・トリ・ソーハー

### 中天音(日本真言宗)による真言
ノウボウ・オン・タレイ・トタレイトレイ・ソワカ
オン・ビホラ・タレイ・ウム
オン・タム・キヤロデイ・ドバンベイ・タレイタリニ・ソワカ

### 漢訳仏典に見える真言
大日経普通真言蔵品第四。

　南麼三曼多勃駄喃。羯嚕奴温婆吠。多[口麗]。[口多]嚕抳莎訶。

　南麼三曼多勃駄喃。躭。

　南麼三曼多勃馱喃一哆囇哆[口履]抳二羯嚕拏嗢婆上二合吠平三莎訶四
大毘盧遮那成佛神變加持經蓮華胎藏悲生曼荼羅廣大成就儀軌供養方便會。

　曩莫三滿多沒馱喃一耽羯嚕呶嗢婆二合吠平二多隷多哩抳三娑嚩二合賀引
大毘盧遮那成佛神變加持經蓮華胎藏菩提幢標幟普通眞言藏廣大成就瑜伽。

　曩莫三曼多沒馱喃引耽種子羯嚕呶悲嗢婆上二合吠生謂悲者。而此菩薩從觀音眼中生由見法實性名爲普眼。見於如如之體多呼彼多哩抳是度義以初
多字爲體娑嚩二合
根本十字真言: 唵 多引 哩 咄入 多 哩 都 哩 莎引 訶引

救度八難真言: 唵 多引 哩 咄 多 哩 都 哩 薩 哩嚩二合 琶 耶 那引 舍 儞 薩 哩嚩二合 覩入 枯入 多引 哩 禰 莎引 訶引